# Milano-Sanremo 1980
La Milano-Sanremo 1980, settantunesima edizione della corsa, fu disputata il 16 marzo 1980, per un percorso totale di 288 km. Fu vinta dall'italiano Pierino Gavazzi, giunto al traguardo con il tempo di 6h42'07" alla media di 42,973 km/h.
Presero il via da Milano 228 ciclisti, 139 di essi portarono a termine la gara.

## Ordine d'arrivo (Top 10)
| Pos. | Corridore           | Squadra        | Tempo    |
| ---- | ------------------- | -------------- | -------- |
| 1    | Pierino Gavazzi     | Magniflex-Olmo | 6h42'07" |
| 2    | Giuseppe Saronni    | Gis Gelati     | s.t.     |
| 3    | Jan Raas            | TI Raleigh     | s.t.     |
| 4    | Sean Kelly          | Splendor       | s.t.     |
| 5    | Roger de Vlaeminck  | Boule d'Or     | s.t.     |
| 6    | Francesco Moser     | Sanson         | s.t.     |
| 7    | Jacques Bossis      | Peugeot        | s.t.     |
| 8    | Klaus Peter Thaler  | Teka           | s.t.     |
| 9    | Giuseppe Martinelli | San Giacomo    | s.t.     |
| 10   | Fons de Wolf        | Boule d'Or     | s.t.     |